# Peperomia udisilvestris
Peperomia udisilvestris är en pepparväxtart som beskrevs av C. Dc.. Peperomia udisilvestris ingår i släktet peperomior, och familjen pepparväxter. Inga underarter finns listade i Catalogue of Life.